# Rue Adolphe-Pajeaud
La rue Adolphe-Pajeaud est une voie de communication d'Antony dans les Hauts-de-Seine. 

## Situation et accès
D'une longueur de 1 730 mètres, cette voie débute au carrefour Michalon devant l'école Paul-Bert, dans l'axe de l'avenue Jean-Monnet, et se termine à Massy au carrefour de la rue du Pont-de-Pierre et de la rue André-Chénier. C'est la route départementale D67 A.
Sa desserte est assurée par trois stations successives de la ligne de Sceaux devenue la ligne B du RER d'Île-de-France : Massy - Verrières, Les Baconnets et Fontaine Michalon.
Du carrefour Michalon à Massy, cette voie rencontre, sur la droite :
- la villa Marguerite ;
- la villa Henriette ;
- la villa Yvonne ;
- un chemin piéton menant au stade Georges-Suant ;
- la rue Georges-Suant ;
- le parvis de la Bièvre ;
- le parvis du Breuil ;
- la rue du Pont-de-Pierre ;

et du côté gauche :
- la rue Pierre-Vermeir ;
- la rue Armand-Carrel ;
- la rue du Coteau ;
- la rue Jeanne ;
- la rue Jean-Mermoz ;
- la rue Victor-Clément ;
- la rue Joseph-Fouriaux ;
- la rue des Pâquerettes ;
- la rue des Roses ;
- la rue du Docteur-Schweitzer ;
- l'allée de l'Herbier ;
- la rue des Jardinets ;
- la rue des Garennes ;
- la rue du Saule ;
- la rue des Acacias ;
- la rue du Clos de Massy ;
- la rue des Lilas ;
- la rue André-Chénier.

## Origine du nom
Le conseil municipal décide le 28 mai 1927 de lui donner le nom de « rue Adolphe-Pajeaud ».

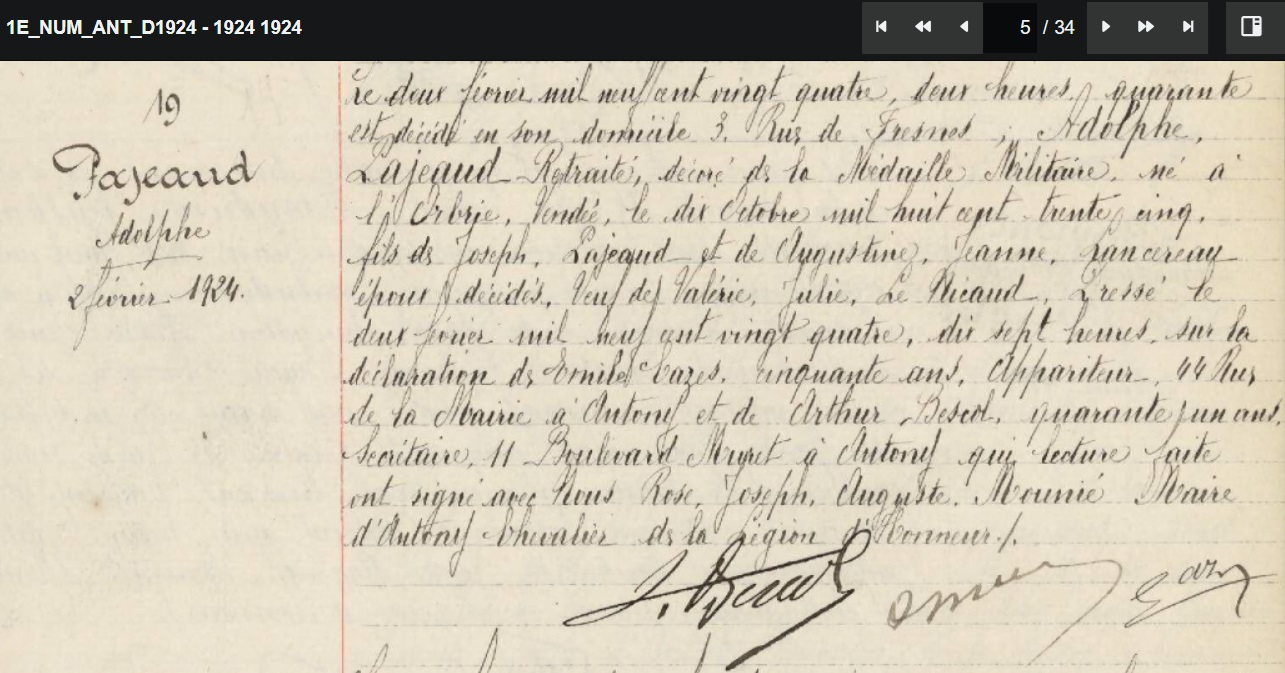
1924.02.02 - Acte de décès d'Adolphe Pajeaud.

Adolphe Pajeaud est né à L'Orbrie en Vendée le 10 octobre 1835 et mort à Antony le 2 février 1924. Il est conseiller municipal d'Antony à partir de 1896 puis premier adjoint au maire à partir de 1908. Il est titulaire de la médaille militaire comme sous-officier de la garde républicaine adjoint au maire en 1896. Il fait don d'une maison, située au no 2 de la rue Jean-Moulin au bureau de bienfaisance de sa commune,.

## Historique

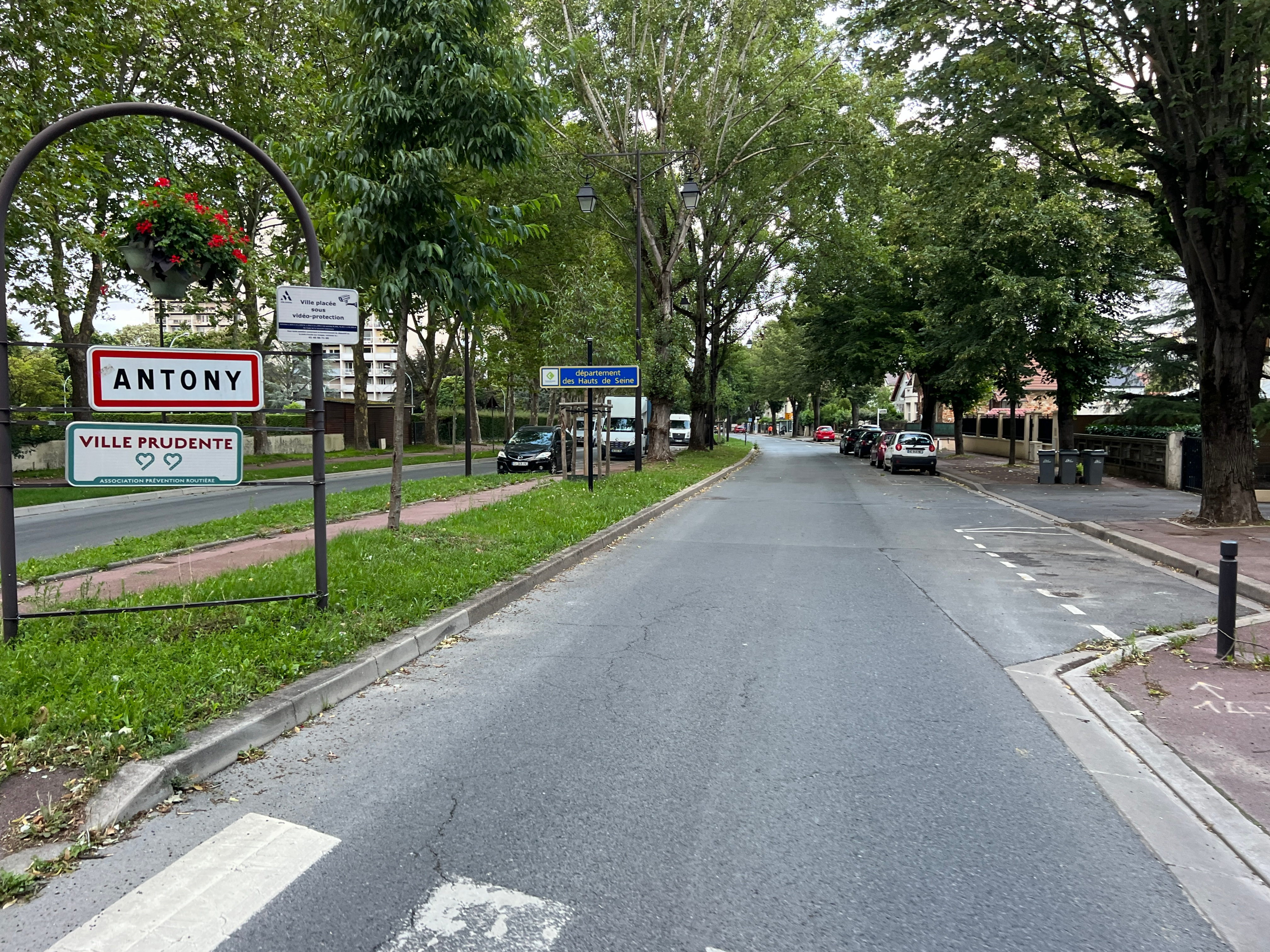
La rue en août 2023.

On retrouve cette voie sur tous les plans anciens. Elle porte d'abord le nom de « chemin des Morues ». Ce nom est lié aux « rus-morts » : entre le IXe siècle et le XIIe siècle, les moines de l'abbaye de Saint-Germain-des-Prés maintiennent le cours de la Bièvre dans son lit mineur par un cours forcé à la cote 55 afin d'obtenir une chute d'eau d'une hauteur de quatre mètres dans le bief de la rue du Moulin, et conservent le lit ancien de la rivière et ses petits ruisseaux afin de permettre de dévier le cours de la rivière lors de son curage mais aussi du remplissage lors des crues. Ces rus, très irréguliers, ont pris le nom de « morts-rus ».
Ce « chemin des Morues » est ensuite nommé « chemin de la garenne de Massy ». Les moines de l'abbaye de Saint-Germain ne chassaient pas et avaient cédé leur droit de chasse aux seigneurs voisins, c'est pourquoi la réserve de gibier était à Massy.
Le « chemin de la garenne de Massy » est ensuite dénommé « chemin rural no 14 ». Il est alors aménagé, rehaussé et élargi au fil des constructions. Le conseil municipal décide le 28 mai 1927 de lui donner le nom de « rue Adolphe-Pajeaud ». En 1931, la voie est classée « chemin vicinal no 12 ».

## Bâtiments remarquables et lieux de mémoire

### AuXIXesiècle

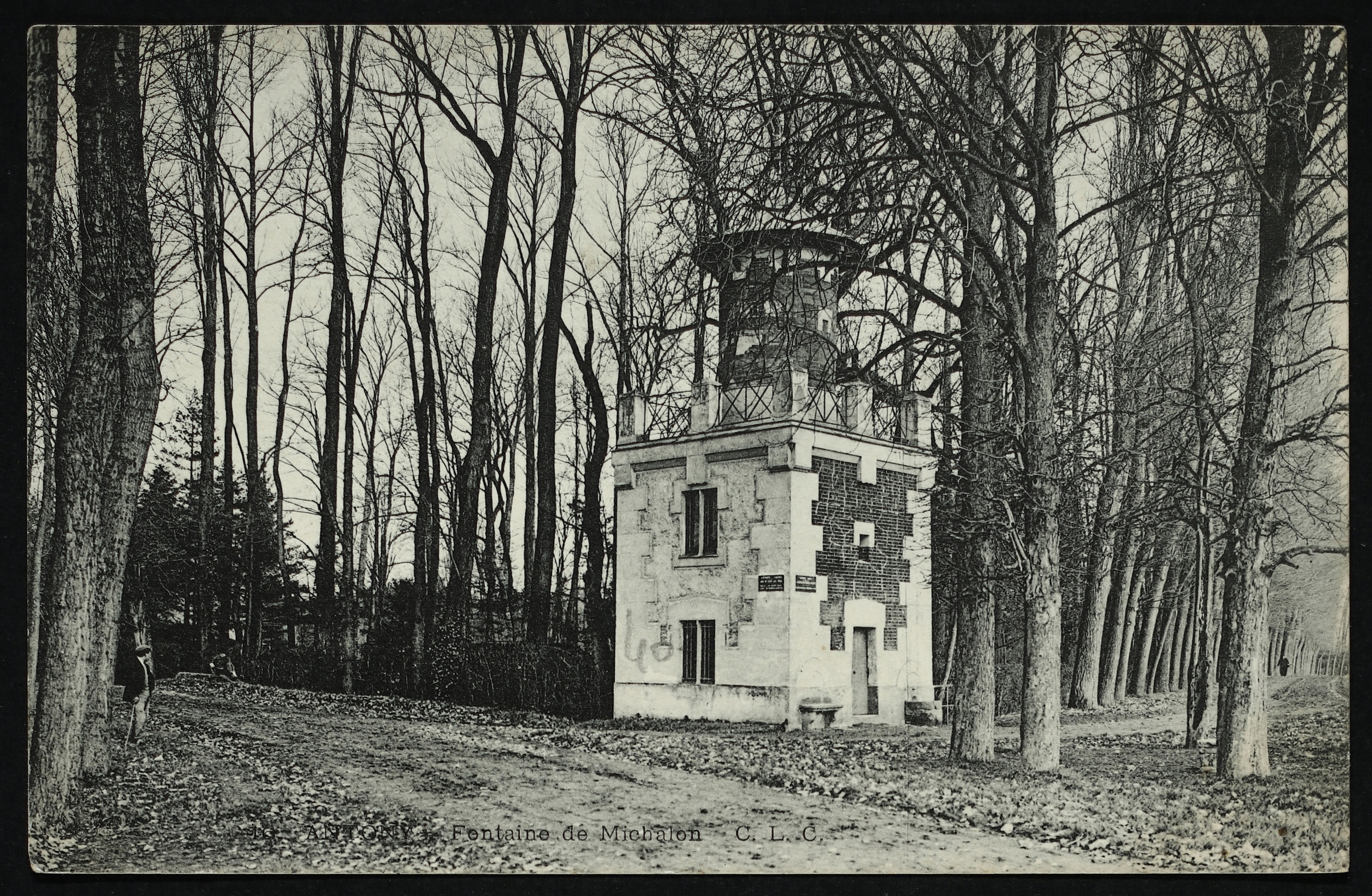
Fontaine Michalon, à l'angle de l'avenue du Petit-Antony, vers 1900.

La « Fontaine Michalon » était située à l'angle de la rue Prosper-Legouté.

### AuXXesiècle
Cette voie est bordée par des constructions réalisées depuis 1920 : vieux pavillons, petites résidences, pavillons modernes, immeubles de quelques étages, tours de seize étages…
Au no 104, le complexe sportif « Centre aquatique Pajeaud » a été inauguré en 2018.
Au no 110-112 : le collège Anne-Frank est installé dans des bâtiments provisoires à la rentrée 1970. Le bâtiment définitif est  mis en service à la rentrée 1980. Issu de « la politique des modèles », il est réalisé par les architectes Jean Nouvel et Gilbert Lézenès à partir de l'un des modèles proposé par le ministère de l'Éducation nationale, celui s'inspirant des travaux de l'école d'architecture et d'arts appliqués Bauhaus. Bâti sur des terrains marécageux en bordure de la Bièvre, le bâtiment repose sur des pilotis de béton d'une profondeur de plus de vingt mètres. La volonté des architectes de livrer les murs et les plafonds de béton bruts de décoffrage entraîna de très nombreux inconvénients et multiples réparations. Le bâtiment est en cours de rénovation depuis 2020, dans un esprit de respect du bâtiment d'origine tout en le modernisant d'un point de vue normatif, thermique et énergétique.

## Pour approfondir